# Oligoplites saurus
Oligoplites saurus (Schn.), conhecido popularmente como guaivira, guaibira, goivira, cavaco, tábua, tiburo, tibiro, solteira e pamparrona, é um peixe da família dos carangídeos que habita o Oceano Atlântico desde Nova Iorque até o Uruguai.

## Etimologia
"Guaivira", "guaibira" e "goivira" procedem do termo tupi guajuvira. Não confundir com Guaravira que é o nome de outra espécie de peixe.

## Descrição
Possui dorso plúmbeo-azulado, flancos mais claros, abdômen prateado e nadadeiras amarelas. Possui comprimento de até 33 centímetros. A carne apresenta pouco valor comercial. Pode ser pescado com linha ou com rede.